# Sebastian Lang
Sebastian Lang (Erfurt, 15 settembre 1979) è un ex ciclista su strada tedesco.
Professionista dal 2002 al 2011, in carriera è stato campione nazionale a cronometro.

## Carriera
Passò professionista nel 2002, e fino al 2008 militò nella Gerolsteiner, formazione tedesca di categoria GS1/UCI ProTour. Specialista delle prove a cronometro, nel 2006 conquistò il titolo nazionale di specialità battendo Michael Rich e Jens Voigt. Dal 2009 al 2011 vestì la divisa del team Silence-Lotto (poi divenuto Omega Pharma-Lotto), senza però ottenere vittorie. Il definitivo ritiro dalle corse arrivò al termine della stagione 2011, stagione nella quale fu l'unico ciclista ad arrivare al traguardo di tutti i tre Grandi Giri.

## Palmarès
- 2002

1ª tappa Giro di Renania-Palatinato (Saarburg > Treviri)
4ª tappa Giro di Renania-Palatinato (Simmern > Landau in der Pfalz)
- 2003

Prologo International Tour of Rhodes (Rodi > Rodi, cronometro)
Classifica generale Giro di Danimarca
Karlsruhe Versicherungs Grand Prix (cronocoppie con Michael Rich)
- 2004

3ª tappa Giro dell'Assia (Wiesbaden > Lich)
Classifica generale Giro dell'Assia
- 2005

5ª tappa Giro dell'Assia (Bensheim > Bensheim, cronometro)
- 2006

Campionati tedeschi, Prova a cronometro
LuK Challenge (cronocoppie, con Markus Fothen)
3ª tappa 3-Länder-Tour (Griesheim > Griesheim, cronometro)
Classifica generale 3-Länder-Tour

### Altri successi
- 2004

Classifica giovani Giro dell'Assia
- 2005

Eindhoven Team Time Trial (cronosquadre)
- 2006

Classifica scalatori Giro di Germania

## Piazzamenti

### Grandi Giri
- Giro d'Italia

2010: 71º
2011: 56º
- Tour de France

2004: 78º
2005: 65º
2006: 66º
2008: 75º
2009: 76º
2010: 80º
2011: 113º
- Vuelta a España

2008: 79º
2011: 77º

### Classiche monumento
- Milano-Sanremo

2003: 168º
2004: 158º
2005: ritirato
2009: ritirato
2010: ritirato
2011: ritirato
- Giro delle Fiandre

2002: ritirato
2003: ritirato
2004: ritirato
2005: 44º
2006: ritirato
2007: ritirato
2008: ritirato
2009: ritirato
2010: ritirato
- Parigi-Roubaix

2002: ritirato
2003: ritirato
2004: ritirato
2005: ritirato
2006: ritirato
2008: 75º
2010: ritirato

### Competizioni mondiali
- Campionati del mondo su strada

Zolder 2002 - In linea Elite: ritirato
Hamilton 2003 - In linea Elite: ritirato
Verona 2004 - In linea Elite: ritirato
Madrid 2005 - Cronometro Elite: 8º
Madrid 2005 - In linea Elite: ritirato
Salisburgo 2006 - Cronometro Elite: 5º
Stoccarda 2007 - Cronometro Elite: 5º
Varese 2008 - In linea Elite: ritirato
Mendrisio 2009 - Cronometro Elite: 20º